# Olasiti
Olasiti ist ein Verwaltungsbezirk (Ward) des Distrikts Arusha (CC) in der tansanischen Region Arusha.

## Geografie
Olasiti liegt im Norden von Tansania. Es ist ein Bezirk im Westen der Stadt Arusha. Durch das Gebiet fließt der Olmotoni, die Grenze im Osten bildet der Fluss Burka. Bei der Volkszählung 2022 lebten hier 53.557 Menschen in 14.522 Haushalten.

## Gliederung
Der Bezirk besteht aus sechs Stadtteilen (Mtaa):
- Kimindorosi
- Olasiti Centre
- Oloresho
- Olkereyan
- Burka
- Olteves

## Wirtschaft und Infrastruktur
- Bildung: Die Olasiti Secondary School bildet Jugendliche bis zur 4. Stufe aus.[6]
- Gesundheit: Im Bezirk befinden sich drei Apotheken, eine staatliche im Ort Olkereyan[7] und zwei private in Olasiti.[8][9]
- Kaffee: Im Norden des Bezirks liegt das Burka Coffee Estate, eine 1918 von deutschen Siedlern gegründete Kaffeeplantage. Auf den Abhängen des Mount Meru werden von rund 200 Angestellten und über 1000 Erntehelfern jährlich mehrere hundert Tonnen Arabica-Kaffee geerntet.[10]